# Billund
Billund város Dániában, Syddanmark régióban. Billund község központja.
Itt található a Lego játékgyártó cég központja, és a település határában van a Lego gyár is, ahol még ma is a termékek 90%-át előállítják. A vállalat főhadiszállásával szemben épült fel az első Legoland 1968-ban.
A Billundi repülőtér, Dánia második legforgalmasabb repülőtere a Lego számára épült az 1960-as években, de napjainkban már független a vállalattól.